# Península Valdés

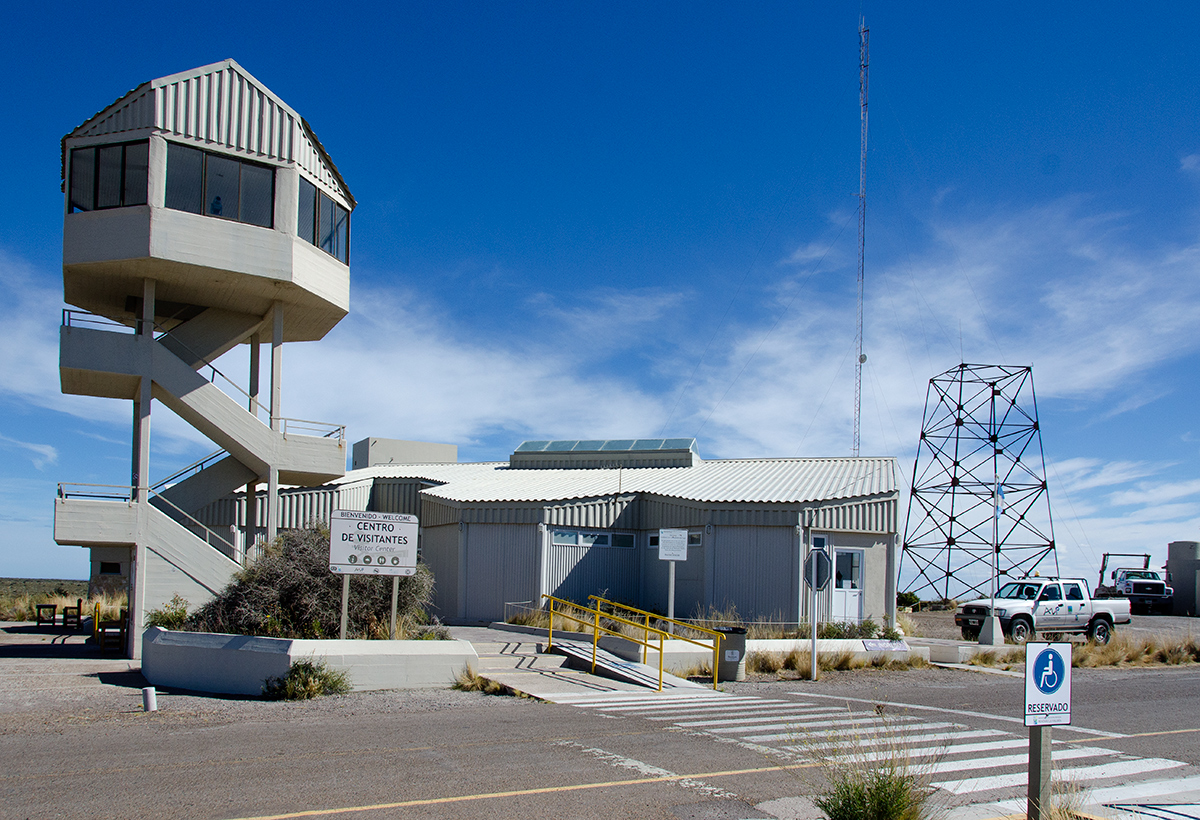
Centro de Visitantes de la Península de Valdés situado poco antes de llegar a Puerto Pirámides, la edificación se encuentra en el Istmo Carlos Ameghino que separa la Península de Valdés del resto del continente, cuenta con baños, conectividad WIFI, y un centro de información con folletería, mapas y venta de recuerdos del lugar.

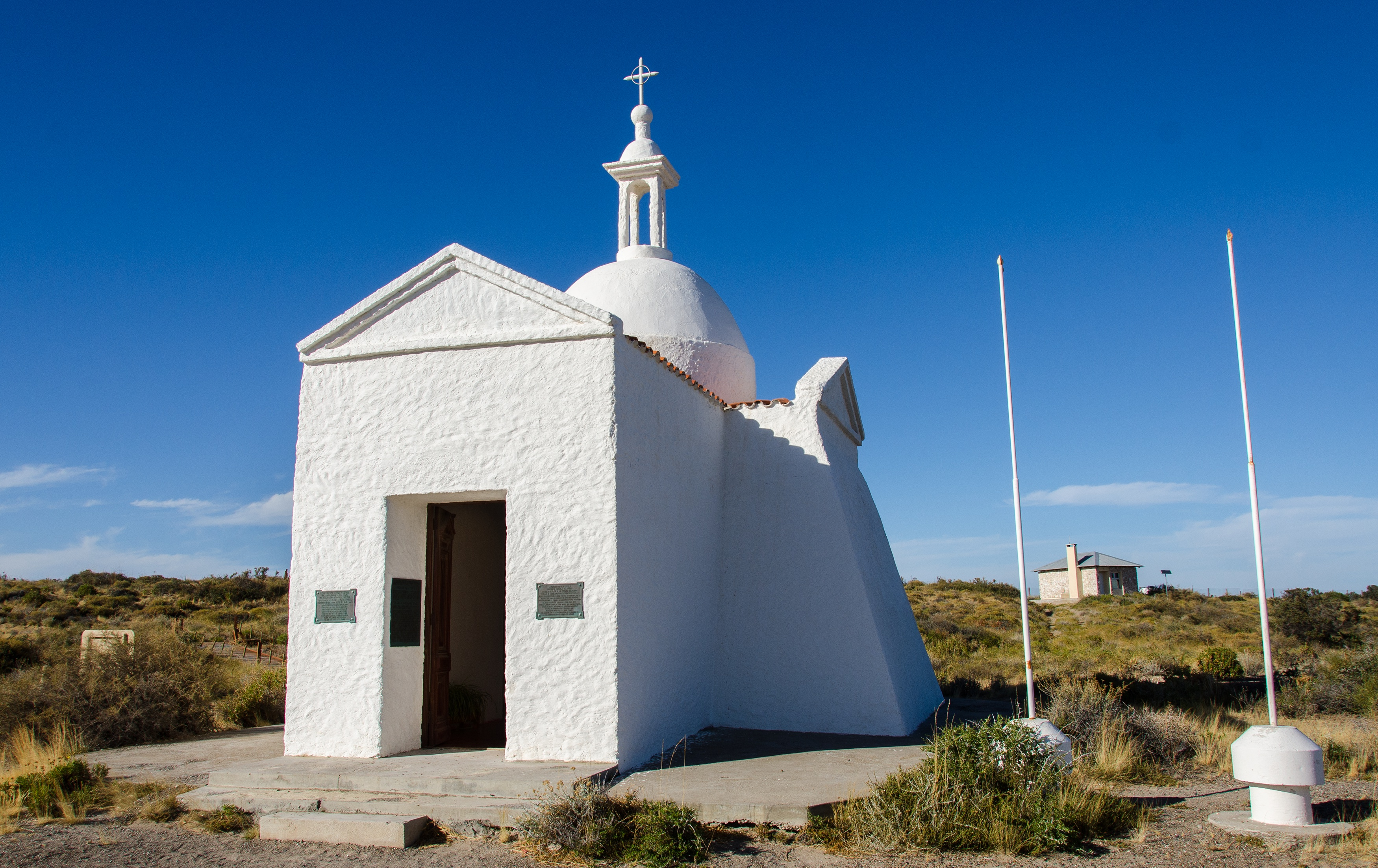
El 7 de enero de 1779 desembarcó la expedición de Don Juan de la Piedra en el Golfo de San José, posteriormente se construyó un fuerte y una capilla, que fueron destruidos por un malón el 7 de agosto de 1810. La réplica que se construyó en la península (foto) en realidad se condice con la iglesia del Fuerte San José de Montevideo (Uruguay).

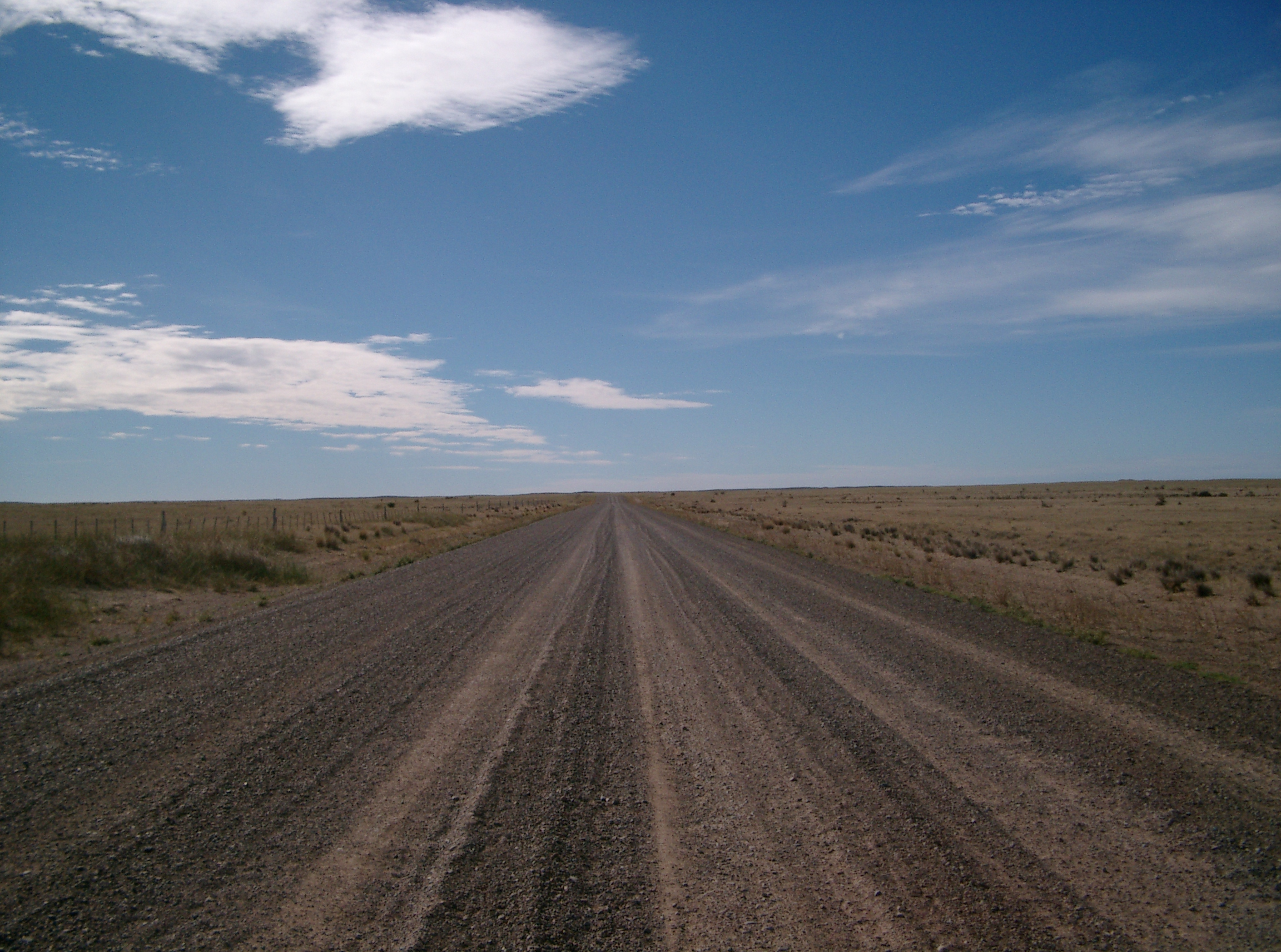
Camino del interior de la península.

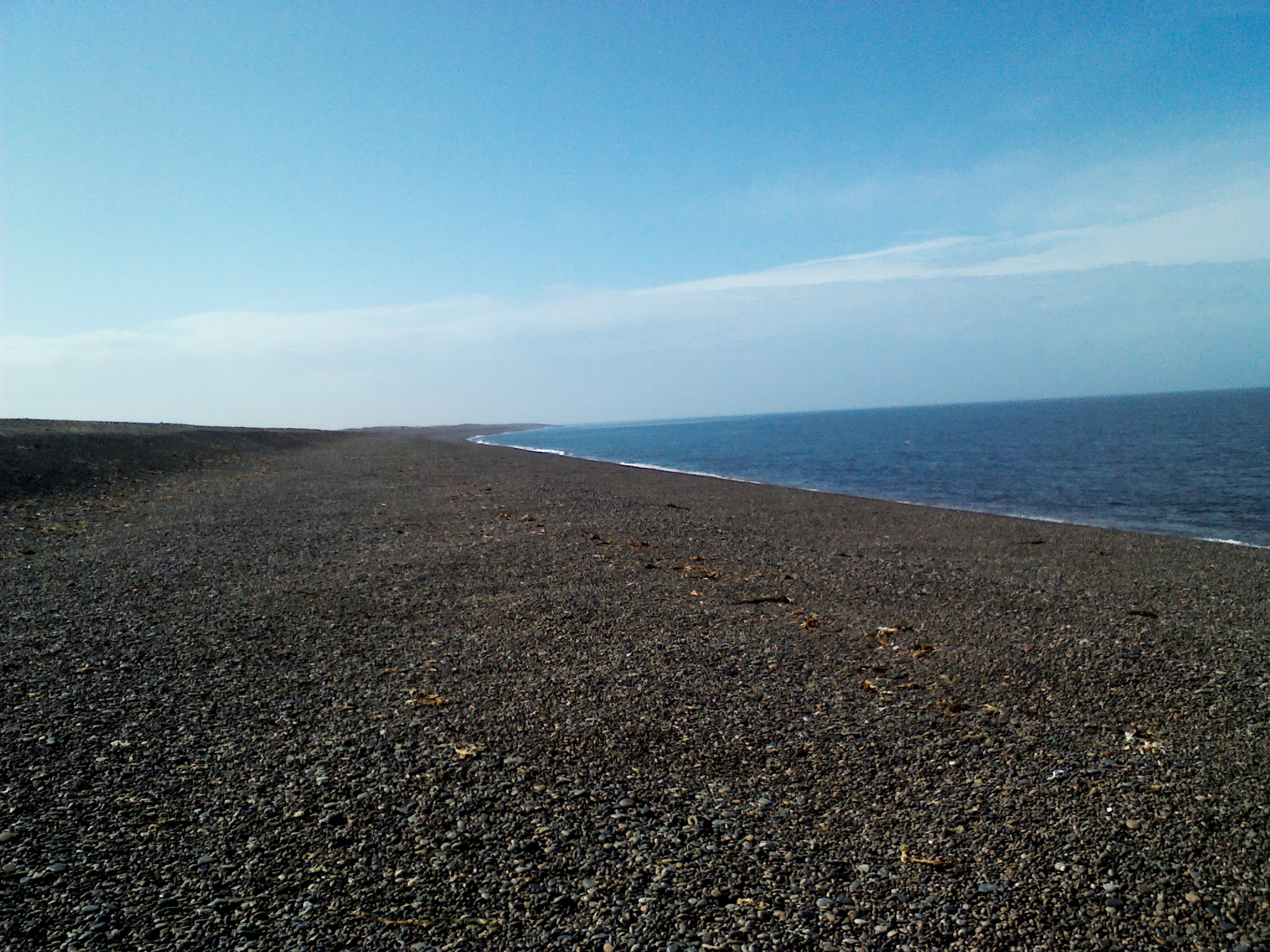
Vista de una playa formada por piedras pequeñas, típica de la península

La Península Valdés es un accidente costero sobre el mar Argentino, en la provincia del Chubut, Argentina. Actualmente es uno de los doce Patrimonios de la Humanidad declarado por la Unesco en Argentina. Presenta una porción de tierra de contorno casi cuadrangular unida al continente por el istmo Carlos Ameghino. Su centro geográfico se ubica hacia las coordenadas: 42°31′S 63°55′O / -42.517, -63.917.
Península Valdés recibe la mayor población reproductora de ballenas francas australes, con más de 2000 catalogadas por el Whale Conservation Institute y el Ocean Alliance. La región contiene seis reservas naturales, y está considerada uno de los principales y más importantes destinos de avistamiento de ballenas en el planeta, particularmente alrededor de Puerto Pirámides y la ciudad de Puerto Madryn. Además se avistan orcas, toninas overas, pingüinos, elefantes marinos y gran variedad de aves, entre otros.

## Fisiografía

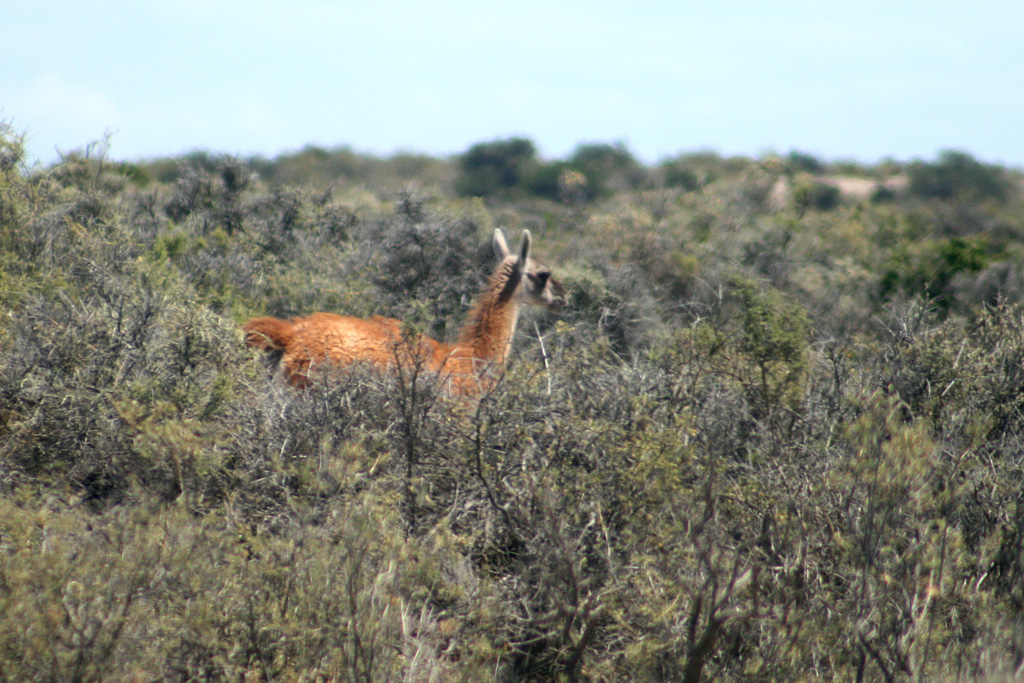
Guanaco salvaje en Península Valdés, Argentina.

Con un área de 3625 km² y ubicada inmediatamente al sur del gran golfo San Matías, esta curiosa península presenta dos amplias escotaduras originadas en hundimientos tectónicos: al norte el golfo San José y, al sur, el golfo Nuevo y al este una menor, alargada, la caleta Valdés separada del mar Argentino por una estrecha y prolongada restinga.
Las mayores altitudes se encuentran en la parte oriental del Istmo Carlos Ameghino, con cumbre en el cerro Piaggio, con 110 m s. n. m.; la segunda principal elevación es el cerro Morro, de 109 m s. n. m. justo en el extremo sur de esta península. La costa suroeste es elevada, con importantes acantilados coronados por "cerros" que rondan los 100 m s. n. m.
Por contrapartida, la mayor parte del interior de la península posee depresiones de hasta 42 metros bajo el nivel del mar: el Bajo del Gualicho (que no debe confundirse con su homónimo de la provincia de Río Negro) y Bajo Valdés; otras depresiones menores dan lugar a salares como las Salinas Grandes (que no deben confundirse con las otras «Salinas Grandes» que existen también en Argentina: estas salinas de la península solo son grandes en relación con la península), las salinas Chicas (casi inmediatamente al oeste de las Salinas Grandes) y El Salitral ubicado en el centro noroeste de la península.[cita requerida]

## Historia
En el pasado, la región fue habitada por los aonikenk. Rastros de esta cultura pueden ser encontrados abundantemente, en forma de puntas de flecha labradas. Su nombre en idioma tehuelche es Kaüas a Süen.
En 1520 sus costas fueron reconocidas por la expedición al mando de Fernando de Magallanes. Posteriormente fue un conocido destino de buques dedicados a la faena de lobos marinos, para extracción de piel. En el año 1778, la expedición de Basilio Villarino la bautizó como península Valdés, en honor al ministro español que ordenó la misma.
En el siglo XVIII los españoles fundaron la Guardia de San José (Fuerte y Puerto de San José de la Candelaria), entonces pequeña población civil compuesta en gran parte por maragatos que, como su nombre lo indica, estaba guarnecida por un fortín ubicado en la parte norte del Istmo Carlos Ameghino, el desembarcadero de los primeros colonos españoles se ubicaba hacia los 42°25′S 64°15′O / -42.417, -64.250 sobre la Playa Villarino, mientras que las ruinas del fuerte de La Candelaria o Fuerte San José se ubican unos 18 kilómetros más al este hacia las coordenadas 42°25′S 64°09′O / -42.417, -64.150.
Inicialmente las relaciones entre los aonikenk y los españoles fueron pacíficas pero luego se produjo una escalada de altercados probablemente ocasionados por la competencia en el aprovechamiento de los recursos de la zona o porque los indígenas al desconocer el sistema de propiedad privada substraían bienes que eran propiedad de los colonos y estos les reprimieron, como sea la reacción indígena se produjo aprovechando la distracción de los españoles durante una celebración religiosa, siendo entonces destruida la población y el fuerte en 1810.
A mediados del siglo XIX la zona comenzó a ser poblada definitivamente por colonos argentinos.
Entre 1901 y 1920 funcionó entre Puerto Pirámides y las Salinas Grandes circuló el Ferrocarril de Península Valdés para la explotación de la sal para consumo.
El 21 de mayo de 1975 fue sancionada la ley n.º 20956 que dispuso:

(...) iniciar los estudios e investigaciones de campo y de gabinete necesarios para establecer, en el más breve plazo posible, un plan para el aprovechamiento energético de las mareas en el litoral marítimo del país (...) se iniciarán de inmediato estudios e investigaciones para la elaboración en un plazo no mayor de tres (3) años, del proyecto ejecutivo para el aprovechamiento maremotriz en la Península Valdez, utilizando el desfasaje de mareas existentes entre los golfos Nuevo y San José, en la provincia del Chubut y fijando como inicio de las obras el año 1978.

Sin embargo de que la ley nacional sigue vigente, nunca se llevó a efecto debido a que el área es un santuario de ballenas francas australes.

## Clima
La península tiene una peculiar situación climática, pues está a la sombra orográfica (ver: biombo climático) de la cordillera de los Andes, y además recibe los beneficios de su cercanía con el mar, aumentados por su forma de hongo que incrementa su línea costera. El panorama parece estéril a primera vista pues es llano y con vegetación predominantemente arbustiva y espinosa. Sin embargo, la península atrae cantidades descomunales de especies animales, y resulta una colección de ecosistemas que maravillan a turistas e investigadores científicos.
En invierno, el clima es frío, predominantemente por debajo de los 5 °C.
En verano es un lugar caluroso, llegando muy excepcionalmente a alcanzar los 45 °C (31 de diciembre de 2008 15.20). No obstante, por las noches de verano, la temperatura desciende a unos 10 °C o menos, dependiendo de la rosa de los vientos (teniendo en cuenta que los vientos del norte en esta zona son cálidos) y mareas predominantes.[cita requerida]

## Fauna
Adaptadas al ambiente esteparío se encuentran maras ("liebres patagónicas"), algunos guanacos, zorros grises, culpeos patagónicos, choiques patagónicos ( o "avestruz patagónico"), zorrinos, y armadillos como el Zaedyus pichiy. Por otra parte, los yaguaretés y cóndores que llegaban a merodear hasta estas costas patagónicas fueron exterminados a fines del siglo XIX, mientras que los pumas patagónicos solo incursionan raramente en la península desde las poblaciones de las estepas occidentales, sin mantener poblaciones permanentes en el área protegida.
En las costas la fauna marina es abundante y variada, incluyéndose ballenas francas australes, que llegan a sus costas a aparearse, y varias especies de delfines, como toninas overas, orcas y delfines mulares.
En la línea costera y sus inmediaciones pueden encontrarse en gran cantidades los elefantes marinos, lobos marinos con sus harenes, y pingüinos de Magallanes.
Entre las aves, aparte de los pingüinos, se destacan las gaviotas (en especial la especie Larus dominicanus), algunas garzas blancas, gaviotines, ostreros, biguás, palomas antárticas, caranchos, chimangos, cormoranes y anátidos.  También se observan ocasionalmente flamencos. Esta gran variedad de aves la podemos observar en la Isla de Pájaros.[cita requerida]
|               |
| Lobos marinos |

|                           |
| Elefantes marinos hembras |

|                        |
| Ballena franca austral |

|                  |
| Gaviota dominica |

|                         |
| Pingüinos de Magallanes |

| |
| Un armadillo, ejemplo de animal terrestre que también puede ser visto en el interior de la península. |

|                                 |
| Haematopus ater u ostrero negro |

|                       |
| Zorro gris patagónico |

|                          |
| Lobo marino sudamericano |

## Protección
En 1999 la Unesco incluyó a la península de Valdés en su lista de Patrimonios de la Humanidad. Forma parte de la red hemisférica de reservas para aves playeras como sitio de categoría regional. Por ley provincial se ha creado el área natural protegida península Valdés, que comprende su espacio terrestre, aéreo y una franja de tres millas marinas a su alrededor.

### Reservas
- El parque marino provincial del Golfo San José posee diversos atractivos además del avistamiento de la abundante fauna: es excelente para el buceo entre sus arrecifes submarinos.
- En el extremo noreste de la península se encuentra la reserva faunística Punta Norte, donde se pueden encontrar lobos marinos, elefantes marinos, pingüinos de Magallanes y escúas.
- En el este, siempre sobre la costa, la reserva faunística Caleta Valdés, en la que se pueden apreciar una pingüinera y elefantes marinos; ocasionalmente se pueden avistar orcas.
- Dentro del Golfo Nuevo, casi inmediata a Puerto Pirámides en la costa noreste del mencionado golfo se halla la reserva de la lobería Puerto Pirámides.
- En el extremo sureste del Golfo Nuevo se encuentra el núcleo de la reserva faunística provincial Golfo Nuevo.
- Al norte del Istmo Ameghino, rodeada por las aguas del Golfo San José, se encuentra la Reserva Isla Pájaros.
- Fuera de la península Valdés — aunque dentro del área protegida de la misma — a unos 8 kilómetros al sureste de Puerto Madryn, se encuentra la reserva Punta Loma, donde además de lobos marinos se avistan cormoranes.

## Turismo

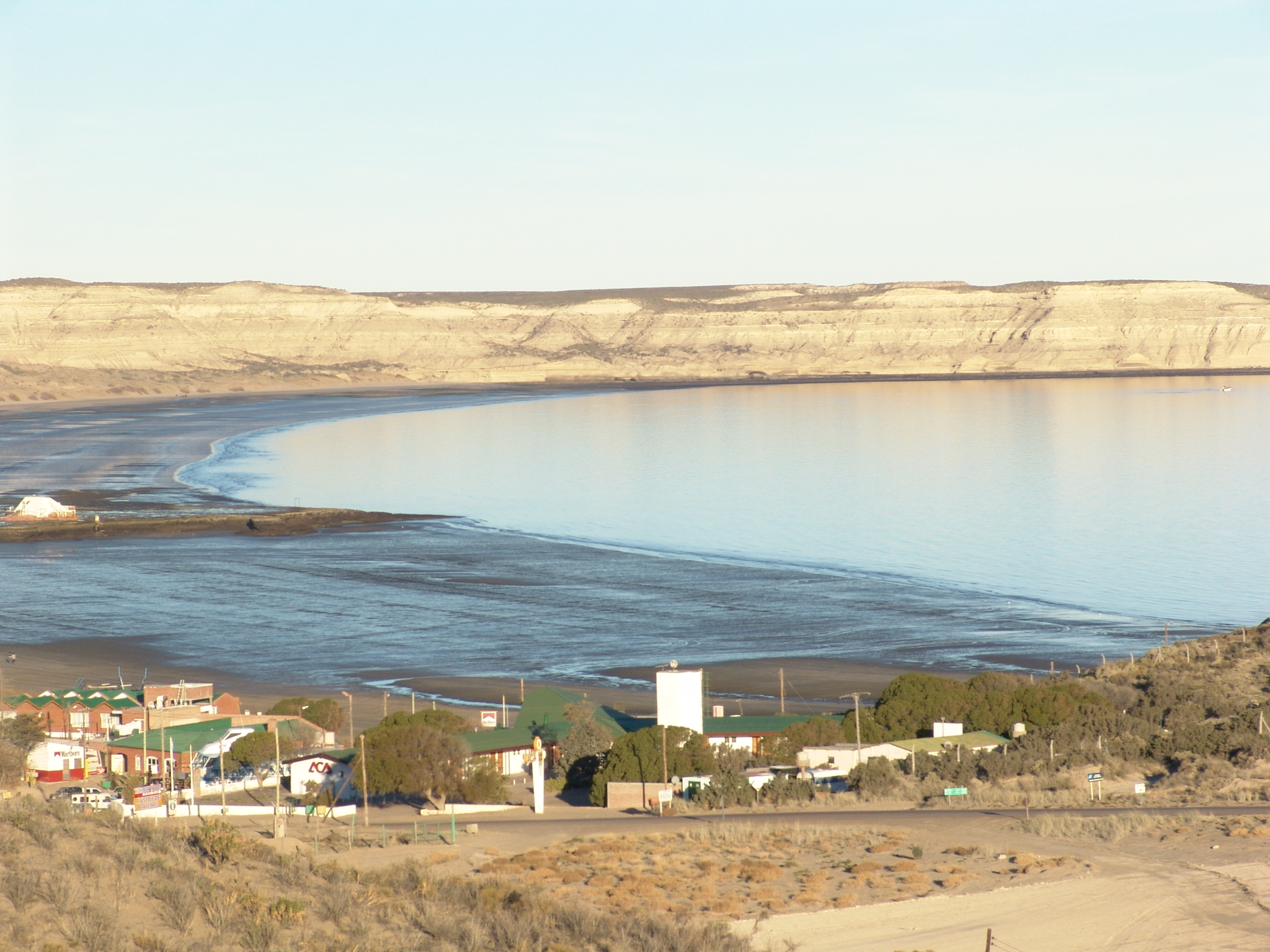
La localidad de Puerto Pirámides.

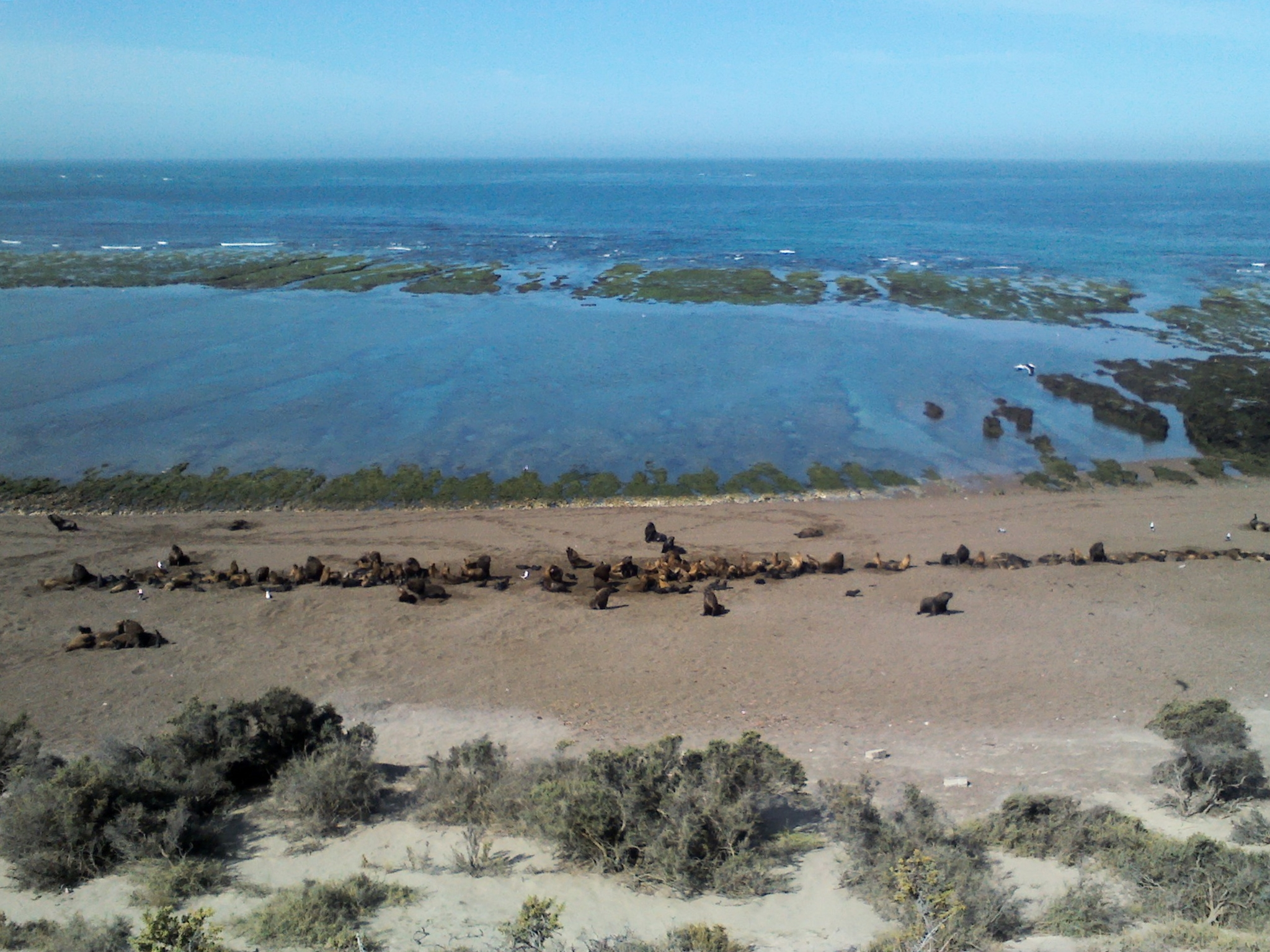
Grupos de lobos marinos desde el mirador de Punta Norte.

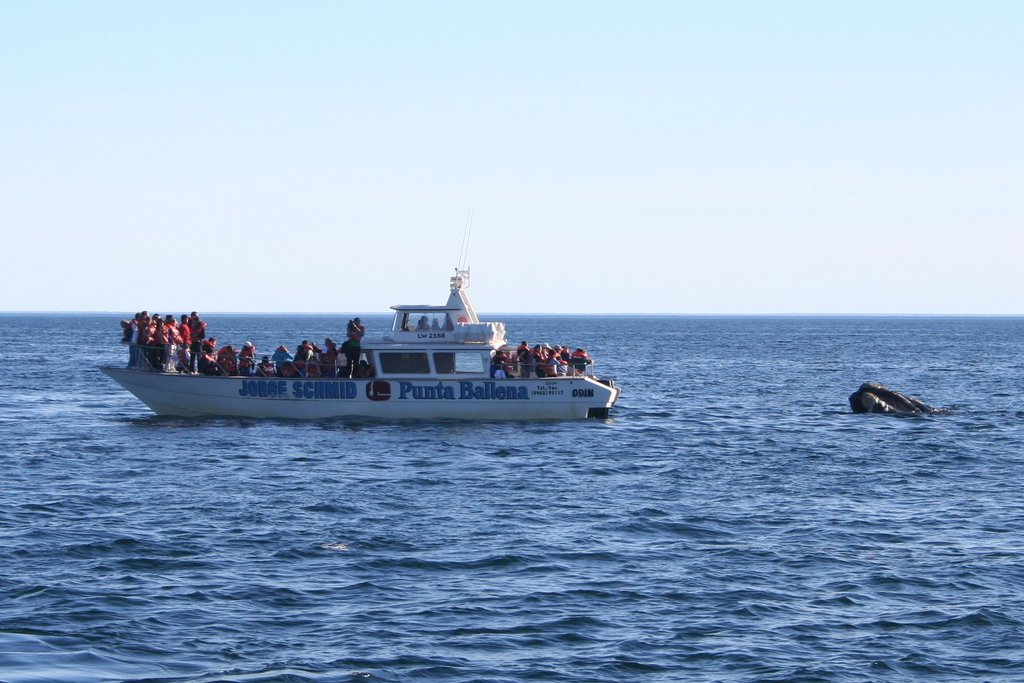
Avistamiento de cetáceos.

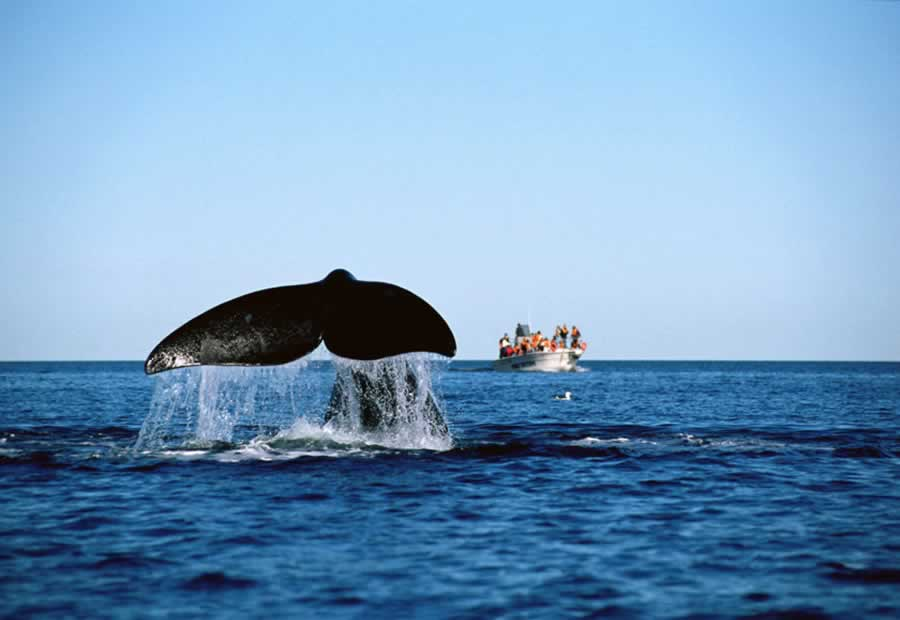
Avistamiento de cetáceos.

Península Valdés es un importante destino turístico, siendo visitado durante todo el año, además de ser lugar de destino de muchos viajes de estudio de alumnos secundarios de la Argentina.
La ciudad de Puerto Madryn,  ubicada a 77 km de la Península, fue el escenario donde tuvo lugar el desarrollo de lo que hoy se conoce como “Turismo Activo”, es decir, hacer de las prácticas de actividades deportivas como buceo, pesca deportiva y motonáutica servicios para que el visitante encuentre en estos lugares algo más que un entorno natural. El Turismo activo tiene relación directa con el ecoturismo y actuó como impulsor de la protección de la Península y su declaración como Patrimonio de la Humanidad.
El único asentamiento humano importante de esta península es el pueblo turístico de Puerto Pirámides, así denominado por las formaciones rocosas piramidales de su entorno, con unos 500 habitantes permanentes. Fuera de Puerto Pirámides, que alguna vez fue un puerto minero de sal, la escasa población se distribuye en unas 30 estancias ovejeras.. Entre las playas cercanas, se incluyen Los Molinos, con un molino abandonado, y Las Cuevas, que recibe su nombre de las cavernas en sus acantilados bajos.
Esta península es uno de los destinos turísticos más importantes de la Argentina y convoca anualmente a millares de visitantes del país y el exterior. Gracias a las políticas de protección implantadas, la población de ballena franca austral se encuentra en lenta recuperación.
Puerto Pirámides, el único asentamiento poblacional de la reserva y uno de los lugares más privilegiados para observar a las famosas ballenas francas del sur.
Cada invierno, estas ballenas pueden ser avistadas durante su época de apareamiento y parto. El avistamiento de ballenas se ha convertido en una de las actividades turísticas más importantes del país.
La Ballena Franca Austral comienza a llegar a la costa de la península a principios de mayo y se retiran los primeros días de diciembre. La especie, que un siglo atrás fue llevada al borde de la extinción, se encuentra protegida en aguas territoriales de nuestro país, que la declaró monumento natural nacional en 1984.
Durante la temporada estival, el turismo se orienta principalmente al disfrute de las playas de Puerto Pirámides — las únicas habilitadas para bañistas — y el avistaje de fauna. Es el único centro de servicios básicos del área, que cuenta con abastecimiento de combustible, sitios de alojamiento, actividades turísticas, servicios gastronómicos, y cajero automático.
Otro lugar para visitar es Punta Pirámide, ubicada a pocos kilómetros de Puerto Pirámides (2 kilómetros de ripio) es una colonia de cría de lobo marino de un pelo, y esta dentro del área de reproducción de la Ballena Franca Austral. La colonia de lobos está ubicada bajo un acantilado, donde un mirador nos permite una vista privilegiada y, en temporada podremos observar las ballenas en su medio.
Durante el siglo XX existieron proyectos para el desarrollo de la zona, pero tales proyectos no contemplaban el impacto ambiental sobre el ecosistema y en la actualidad están abandonados.
El primero de ellos fue la propuesta de la refundación de la Antigua Guardia de San José ahora transformada en un gigantesco puerto ultramarino que abarcaría gran parte de las costas del Golfo San José, tal proyecto contemplaba la construcción de un canal de navegación que atravesando el Istmo Carlos Ameghino comunicaría al Golfo San José con el Golfo Nuevo.
Posteriormente se consideró la idea de crear otro canal (o un túnel) que también atravesaría el istmo en cuestión, aunque en este caso no para la navegación sino para – aprovechando la importante diferencia de los niveles de marea existentes entre el Golfo San José y el Golfo Nuevo – crear una gran central eléctrica mareomotriz.

## Cultura popular
La película El faro de las orcas (2016) está ambientada en la costa de esta península.
Es el motivo del reverso de los billetes argentinos de $200, de la serie Fauna.